# Guy Henry
Guy Henry (Londres, 17 de octubre de 1960) es un actor británico de cine, televisión y teatro. Es más conocido por sus papeles en las series Roma, John Adams y Holby City y en las películas Harry Potter y las Reliquias de la Muerte: parte 1 y Parte 2.

## Primeros años y carrera
Guy Henry asistió a la Universidad de Brockenhurst en Hampshire, donde tuvo un promedio de A. Luego entrenó en la Royal Academy of Dramatic Art (1979-81, al mismo tiempo que Paul McGann). En 1982, obtuvo el papel titular en la serie de ITV Young Sherlock Holmes, interpretado a Holmes como un adolescente (aunque Henry tenía 22 años en ese entonces).

## Trabajo en teatro

### Trabajo en RSC
El trabajo principal de Henry ha sido con la Royal Shakespeare Company, incluyendo los siguientes papeles:
- 1991 — Thurio (Los dos hidalgos de Verona), Poggio (Lástima que sea una puta), Ananias (El alquimista).
- 1992 — Osric (Hamlet), Sir Formal Trifle (The Virtuoso).
- 1993 — Segundo Tentador y Segundo Caballero (Asesinato en la catedral), Lelio (The Venetian Twins).
- 1994 — Director [nombre del personaje] (A Life in the Theatre).
- 1996 — Sir Andrew Aguecheek (Noche de reyes).
- 1997 — Cloten (Cimbelino), Dr. Caius (Las alegres comadres de Windsor).
- 1998 — Lord Chamberlain (Enrique VIII).
- 1999 — Russayev (Yuri Gagarin), Octavio César (Antonio y Cleopatra).
- 2001 — Malvolio (Noche de reyes), Rey Juan (Rey Juan), Mosca (Volpone).
- 2003 — Parolles (A buen fin no hay mal tiempo).
- 2013 — Capitán Garfio (Wendy and Peter Pan).

### Otros trabajos en teatro
Henry también ha trabajado con Cheek by Jowl, Theatre Set Up y Royal National Theatre (incluyendo Iván Turguénev en The Coast of Utopia, de Tom Stoppard, en 2002).
Él fue un aclamado conde de Leicester en la producción del Donmar Warehouse de 2005-06 de Maria Stuart de Schiller, que se transfirió al West End. Ya había interpretado el mismo papel en el drama televisivo de 1986 Lady Jane. De diciembre de 2008 a marzo de 2009 apareció como Andrew Aguecheek (junto con Derek Jacobi) en la producción del Donmar Warehouse de Noche de reyes. En abril y mayo de 2009 apareció en Hay Fever en el Chichester Festival Theatre.

## Apariciones en televisión

### Décadas de 1980 y 1990
En 1987, Henry apareció en el episodio "Rumpole and the Official Secret" de la temporada 4 de Rumpole of the Bailey. A principios de la década de 1990, interpretó al mordaz y demoníaco Dr. Walpurgis en The Vault of Horror, un especial de Halloween de la BBC. Su maquillaje fue proporcionado por el veterano de Hellraiser Geoffrey Portass. También presentó algunas series de películas de terror de culto en varias temporadas de terror de viernes a la noche en BBC One (con un cambio de nombre a 'Dr. Terror'), con presentaciones con guion escritas por el novelista de terror e historiador de cine Kim Newman. Apareció luego en la serie escolar de 1996 Look and Read: Spywatch, y en la adaptación de la BBC de 1996 Emma. En 1998, hizo una aparición en la telenovela médica Peak Practice y en dos episodios de The Grand.

### 2000 en adelante
Henry apareció en cuatro episodios de la telenovela médica de 2001 Doctors.
También ha interpretado frecuentemente a funcionarios públicos conspirativos y/o maquiavélicos, como en Fields of Gold (2002) y Foyle's War (en un episodio de 2003). Interpretó al papel titular en el documental de 2004 de Channel 4 Who Killed Thomas Becket?, una 'promoción' de su papel como Tentador en Asesinato en la catedral, la versión de T. S. Eliot de la misma historia, y fue un tutor de conducta y un zapatero respectivamente en The Young Visiters (2003) y Sherlock Holmes y el caso de la media de seda (estrenado en la Navidad de 2004). Interpretó al cabo Ludovic en la presentación de C4 de la trilogía de Sword of Honour (2001) de Evelyn Waugh, junto con el en ese entonces relativamente desconocido Daniel Craig.
En 2005, apareció en el drama de ITV Colditz y tuvo un papel recurrente en Extras, que perduró en algunos episodios de la segunda temporada de la comedia. También tuvo un pequeño papel en el drama de ITV Trial & Retribution IX: The Lovers. Su papel principal ese año, sin embargo, fue como Casio (versión ficcionalizada de Cayo Casio Longino) en los últimos dos o tres episodios de la primera temporada de la serie de HBO/BBC Roma. Repitió este papel en la segunda temporada (transmitida en 2007) hasta la muerte del personaje en la batalla de Filipos, en el capítulo "Filipos". Su amiga Sarah Kennedy comentó que esta era una progresión natural para alguien con su "aspecto delgado y hambriento" (William Shakespeare, Julio César, 2.I).
En 2006, interpretó a un abogado en Midsomer Murders, apareció con Michael Sheen en Kenneth Williams: Fantabulosa! (como Hugh Paddick), y estuvo en el primer, quinto y sexto episodios de la primera temporada de The Chase (en otro papel que repitió en 2007). En 2007, apareció como el embajador británico de las Naciones Unidas en The Trial of Tony Blair y apareció en el séptimo episodio de la segunda temporada de Hotel Babylon. También en 2007, apareció en la radio como Noël Coward en la Afternoon Play del 4 de mayo de 2007, The Master and Mrs. Tucker, de Roy Apps, que contaba la amistad de Coward con Edith Nesbit (interpretada por Ann Bell).
En 2008, apareció en John Adams de HBO como Jonathan Sewall, el procurador general de Massachusetts, como el señor Collins en Lost in Austen y en el episodio 4 de la temporada 7 de Spooks.
En 2009 apareció en Margaret y en Lewis (temporada 4, episodio 1). También en 2009 apareció en varios episodios de la comedia de Ricky Gervais de la BBC Extras, como el editor de puesta en marcha de BBC comedy.
En 2010, apareció como un abogado en un episodio de The IT Crowd titulado "Algo pasó".
En octubre de 2010 se unió al reparto de Holby City como el cirujano Henrik Hanssen, un papel que interpretó por tres años hasta su partida en octubre de 2013. En octubre de 2014, se anunció que regresaría al reparto de Holby City.
En octubre de 2014, apareció como un inspector en el drama de BBC One Our Zoo.
En enero de 2015, apareció como el hipnotizador Arthur Welkin en el episodio 3 de la temporada 3 de la serie de la BBC Father Brown, titulado "The Invisible Man".

## Cine
Entre sus créditos de cine se encuentran apariciones en Another Country con Rupert Everett, más tarde en la película de 2003 de Stephen Fry Bright Young Things como Archie, en V for Vendetta como Conrad Heyer, en Starter for 10 como un profesor de universidad, en Expresso, y como Pius Thicknesse en Harry Potter y las Reliquias de la Muerte: parte 1 y Parte 2. En 2014 apareció en el cortometraje aclamado por la crítica Done In.
En 2016 prestó su aspecto físico para representar el papel del Grand Moff Tarkin en la película Rogue One: una historia de Star Wars, ya que el actor que lo interpretaba en la trilogía original, Peter Cushing, había fallecido en 1994. En posproducción reemplazaron la cara de Henry por la de Cushing.

## Radio
Desde alrededor de 2004 hasta el final de su show en 2010, Guy Henry obtuvo un grupo de fanes adicional como resultado de su amistad con la presentadora de BBC Radio 2 Sarah Kennedy, que comenzó enviándose cartas con su padre. A través las cartas a Sarah de Henry mismo, su padre y "la Dama de Agripa" (un apodo para su madre), los oyentes se mantuvieron al día sobre su carrera. Una grabación de su voz anunciaba su espacio de canciones de musicales regular It's Showtime! aproximadamente a las 6:45 a. m. GMT —originalmente él solo decía el título del espacio, y todo un repertorio de diferentes grabaciones fueron más tarde agregadas—. También apareció ocasionalmente en vivo en su show, y fue coanfitrión con ella como parte de la campaña anual de caridad Children in Need.

## Apariciones como invitado
Henry fue orador invitado en un seminario de verano de la NEH (Nation Endowment for the Humanities) titulado Shakespeare: Enacting the Text (del 5 de julio al 6 de agosto de 1999).

## Filmografía

### Cine
| Año  | Título                                             | Rol               | Notas |
| ---- | -------------------------------------------------- | ----------------- | ----- |
| 1984 | Another Country                                    | Prefecto          |       |
| 1986 | Lady Jane                                          | Robert Dudley     |       |
| 1995 | England, My England                                | Jacobo II         |       |
| 1997 | Caught in the Act                                  | Algie             |       |
| 2003 | Bright Young Things                                | Archie            |       |
| 2004 | EMR                                                | Agente principal  |       |
| 2005 | V for Vendetta                                     | Heyer             |       |
| 2006 | Starter for 10                                     | Dr. Morrison      |       |
| 2008 | Filth and Wisdom                                   | Lorcan O'Neill    |       |
| 2008 | Good                                               | Doctor            |       |
| 2009 | Creation                                           | Técnico           |       |
| 2010 | Harry Potter y las reliquias de la Muerte: parte 1 | Pius Thicknesse   |       |
| 2011 | Harry Potter y las reliquias de la Muerte: parte 2 | Pius Thicknesse   |       |
| 2016 | Rogue One: una historia de Star Wars               | Gobernador Tarkin |       |
| 2018 | The Krays: Dead Man Walking                        | Lord Boothby      |       |

### Televisión
| Año       | Título                                            | Rol                           | Notas                                                           |
| --------- | ------------------------------------------------- | ----------------------------- | --------------------------------------------------------------- |
| 1982      | Young Sherlock: The Mystery of the Manor House    | Sherlock Holmes               | 8 episodios                                                     |
| 1985      | Family Ties Vacation                              | Jonathan                      | Película para televisión                                        |
| 1986      | The Two of Us                                     | Agente                        | Episodio: "The End of the Beginning"                            |
| 1987      | Rumpole of the Bailey                             | Tim Warboys                   | Episodio: "Rumpole and the Official Secret"                     |
| 1987      | A Small Problem                                   | Reportero de TV               | Episodio: "We'll Meet Again. Don't Know Where. Don't Know When" |
| 1992      | EastEnders                                        | Mesero                        | 2 episodios                                                     |
| 1992      | The Vault of Horror                               | Dr. Walpurgis                 | Película para televisión                                        |
| 1993      | Stay Lucky                                        | Letchworth                    | Episodio: "Gilding the Lily                                     |
| 1995      | The Plant                                         | Harry                         | Película para televisión                                        |
| 1996      | Emma                                              | John Knightley                | Película para televisión                                        |
| 1996      | Dr. Terror Presents                               | Dr. Terror                    | 10 episodios                                                    |
| 1996      | Spywatch                                          | Phillip Grainger              | 10 episodios                                                    |
| 1998      | Peak Practice                                     | Dr. Martin Bryford            | Episodio: "A Matter of Principle"                               |
| 1998      | The Grand                                         | Douglas Curzon                | 2 episodios                                                     |
| 1999      | Horizon                                           | George Varley                 | Episodio: "Wings of Angels"                                     |
| 2001      | Sword of Honour                                   | Ludovic                       | Película para televisión                                        |
| 2001      | Doctors                                           | Giles Carey                   | 5 episodios                                                     |
| 2002      | Fields of Gold                                    | Andrew MacIntosh              | Película para televisión                                        |
| 2003      | Waking the Dead                                   | Guy Reynolds                  | 2 episodios                                                     |
| 2003      | Home                                              | Martin                        | Película para televisión                                        |
| 2003      | Foyle's War                                       | John Bishop                   | Episodio: "Fifty Ships"                                         |
| 2003      | The Young Visiters                                | Mr. Domonic                   | Película para televisión                                        |
| 2004      | Who Killed Thomas Becket?                         | Thomas Becket                 | Película para televisión                                        |
| 2004      | Sherlock Holmes and the Case of the Silk Stocking | Mr. Bilney                    | Película para televisión                                        |
| 2005      | The Trial of the King Killers                     | Sir Heneage Finch             | Película documental                                             |
| 2005      | Hustle                                            | Samuel                        | Episodio: "Confessions"                                         |
| 2005      | Colditz                                           | Sawyer                        | 2 episodios                                                     |
| 2005      | Trial & Retribution                               | Charles Bingham               | Episodio: "The Lovers: Part 2"                                  |
| 2005–2007 | Roma                                              | Casio                         | 8 episodios                                                     |
| 2005–2007 | Extras                                            | Iain Morris                   | 4 episodios                                                     |
| 2006      | Kenneth Williams: Fantabulosa!                    | Hugh Paddick                  | Película para televisión                                        |
| 2006      | Midsomer Murders                                  | Marcus Bramwell               | Episodio: "Last Year's Model"                                   |
| 2006–2007 | The Chase                                         | William Montgomery            | 9 episodios                                                     |
| 2007      | The Trial of Tony Blair                           | Embajador británico en la ONU | Película para televisión                                        |
| 2007      | Hotel Babylon                                     | Neville Bellingham Thomas     | Episodio: "Episodio #2.7"                                       |
| 2008      | John Adams                                        | Jonathan Sewell               | Episodio: "Join or Die"                                         |
| 2008      | Lost in Austen                                    | Mr. Collins                   | 3 episodios                                                     |
| 2008      | Spooks                                            | Sam Stevens                   | Episodio: "Episodio #7.4"                                       |
| 2008      | Wallander                                         | Erik Hokberg                  | Episodio: "Firewall"                                            |
| 2009      | Margaret                                          | Tristan Garel-Jones           | Película para televisión                                        |
| 2009      | Framed                                            | Reynolds                      | Película para televisión                                        |
| 2009      | U Be Dead                                         | Stephen Perrian               | Película para televisión                                        |
| 2009      | Criminal Justice                                  | Nick Holloway                 | 3 episodios                                                     |
| 2009      | Murderland                                        | Crawford                      | 3 episodios                                                     |
| 2009      | Poirot                                            | Matthew Waterhouse            | Episodio: "The Clocks"                                          |
| 2010      | Lewis                                             | Profesor Pelham               | Episodio: "The Dead of Winter"                                  |
| 2010      | The IT Crowd                                      | Abogado                       | Episodio: "Something Happened"                                  |
| 2010–2022 | Holby City                                        | Henrik Hanssen                | 371 episodios                                                   |
| 2011–2019 | Casualty                                          | Henrik Hanssen                | 14 episodios                                                    |
| 2014      | New Worlds                                        | Randolph                      | 3 episodios                                                     |
| 2014      | Our Zoo                                           | Joseph Keene                  | Episodio: "Episode #1.6"                                        |
| 2015      | Father Brown                                      | Arthur Welkin                 | Episodio: "The Invisible Man"                                   |
| 2015      | Count Arthur Strong                               | Psiquiatra                    | Episodio: "Stuck in the Middle"                                 |
| 2015      | Life in Squares                                   | Leonard Woolf                 | 2 episodios                                                     |
| 2016      | The Moonstone                                     | Mr. Murthwaite                | 3 episodios                                                     |
| 2016      | Crew Low Budget                                   | Ron Shortman                  | Película para televisión                                        |
| 2017      | The Frankenstein Chronicles                       | Decano de Westminster         | 3 episodios                                                     |
| 2020      | Roadkill                                          | Trevor Quinn                  | 2 episodios                                                     |
| 2023      | Queen Charlotte: A Bridgerton Story               | Dr. John Monro                | 4 episodios                                                     |
| TBA       | The Revengelists                                  | Anthony le Trip               | 6 episodios                                                     |

### Cortometrajes
| Año  | Título                            | Rol                 | Notas |
| ---- | --------------------------------- | ------------------- | ----- |
| 2007 | Expresso                          | Charles (Cream tea) |       |
| 2012 | Who Shall I Play with Now?        | Hombre en bicicleta |       |
| 2014 | Done In                           | Harry               |       |
| 2014 | Callow & Sons                     | Henry               |       |
| 2014 | The Leaf Blower                   | The Leaf Blower     |       |
| 2015 | Genius                            | Hermann Einstein    |       |
| 2016 | Retribution                       | Muerte              |       |
| 2016 | The Listener                      | Thomas              |       |
| 2016 | The Nightmare on Deskteeth Street | Hombre secreto      |       |
| 2019 | The Devil's Harmony               | Director Plugg      |       |
| 2023 | Road Kill                         | Richard             |       |
| TBA  | All of Everything                 | Consciencia         |       |